# Nicolas Farina
Nicolas Farina (Metz, 9 agosto 1986) è un ex calciatore francese, di ruolo centrocampista.